# 마이클 맥도널드 (음악가)
마이클 맥도널드(영어: Michael McDonald, 1952년 2월 12일 ~ )는 미국의 가수, 작곡가이다.